# Honda VFR 800
La Honda VFR 800 è una motocicletta stradale prodotta dalla casa motociclistica giapponese Honda dal 1998.

## Storia

### 1998-2001

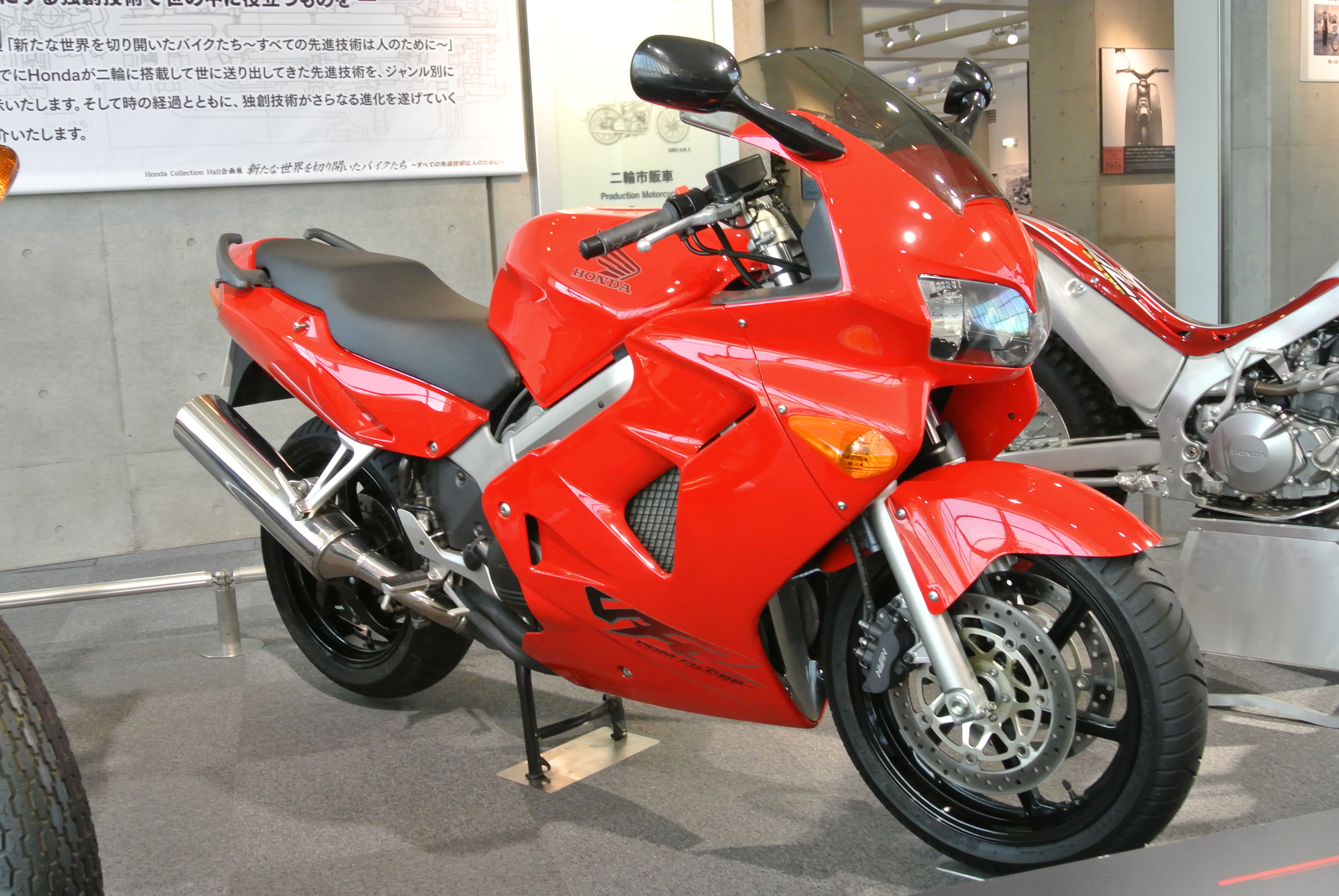
VFR 800 1998

Progettata nel 1997 (sigla di fabbrica RC46),  con le nuove direttive anti-inquinamento la Honda decide di cambiare progetto, adottando l'iniezione elettronica in luogo dei carburatori, introducendo un modello completamente nuovo sia meccanicamente che esteticamente.
In primo luogo, visto che la concorrenza (a parte Suzuki e Kawasaki) aveva abbandonato i 750 cm³ come cilindrata per veicoli turistici, la Honda decide di portare la cilindrata del motore a 780 cm³, dotandolo di un sistema di iniezione, di un nuovo telaio e di un innovativo sistema di frenata chiamato Dual-CBS.
Il telaio non arriva più al forcellone ma, come sulla VTR, viene direttamente infulcrato sul motore. Il risultato si traduce in una differente e maggiore rigidità torsionale, unitamente ad una diminuzione del peso del mezzo. Il passo è stato accorciato di 30 mm, mentre l'inclinazione del cannotto di sterzo passa a 25.5°, cosa che migliora in generale la moto, rendendola anche più agile e reattiva.
Il sistema di raffreddamento è costituito da due radiatori maggiorati posti sulle fiancate, mentre la potenza sale oltre i 100 CV, rendendo la moto più sobria e veloce, con la sola eccezione del vuoto di potenza sui 5000 giri. Sempre costantemente alti i consumi e l'eccessivo calore sprigionato nell'utilizzo a bassa velocità; a questo, si sono aggiunti problemi con il termostato ed il raddrizzatore di tensione che soffrivano di rotture.
Nel 2000, la casa decide di montare il catalizzatore, unitamente ad un sistema di starter automatico, vista anche la necessità di adattare i modelli alle normative antinquinamento; il sistema consiste in una sonda lambda con una nuova messa a punto della centralina di controllo motore. Il sistema denominato HECS3 (Honda Evolutional Catalyzer System) consente di mantenere inalterata la potenza, riuscendo a ridurre i consumi, anche se il calore emanato del motore si fa sentire molto di più. Lo starter automatico favorisce un rapido riscaldamento del motore, riducendo di fatto anche il tempo di arrivo a temperatura di esercizio del catalizzatore stesso. Il prezzo di vendita in Italia era di 20.500.000 Lire.

### 2001-2010

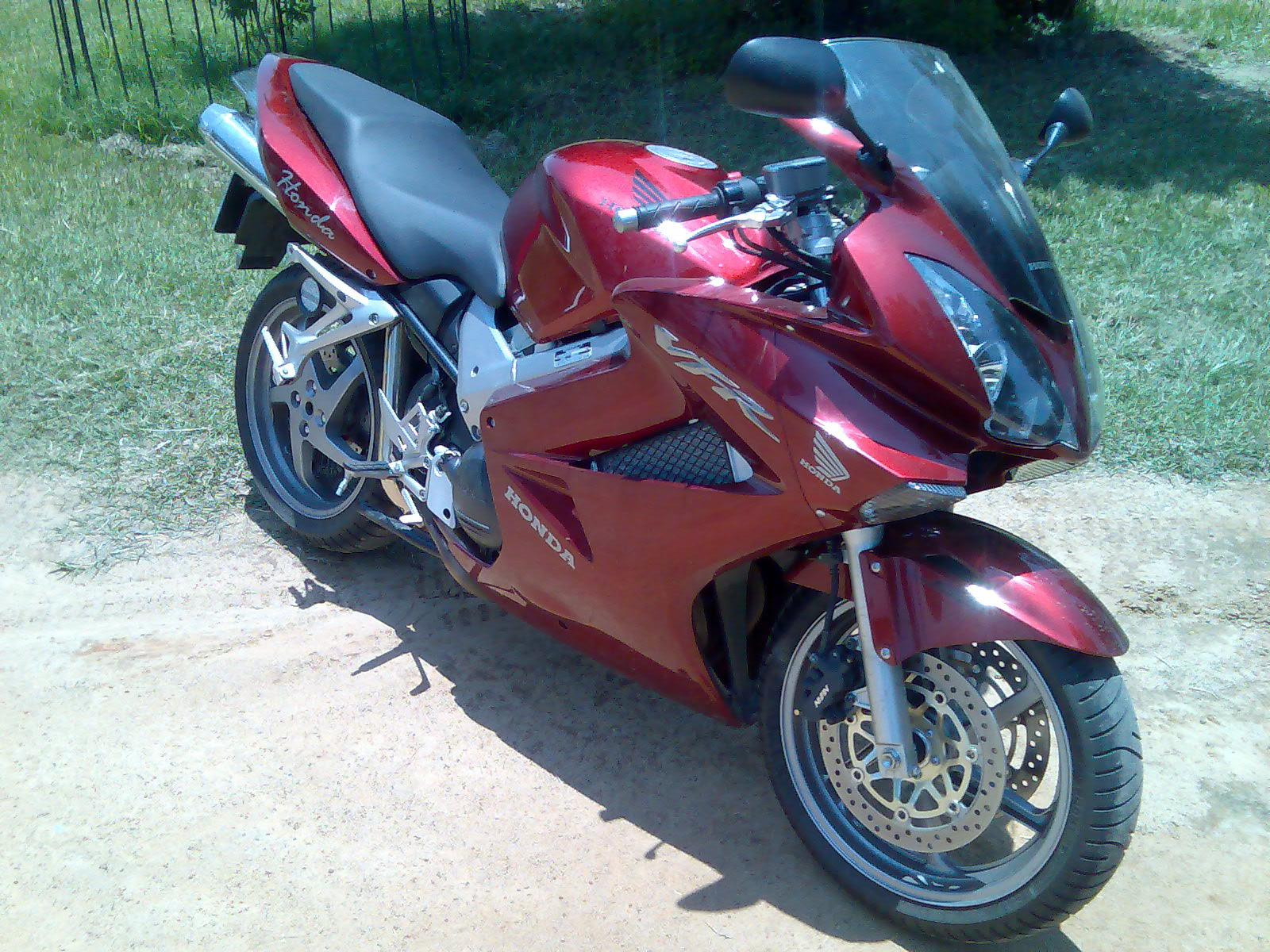
VFR V-Tec RC46 II

Nel 2001 la Honda presenta il nuovo modello, sigla di fabbrica RC46 II, introducendo nuovi accorgimenti tecnici ed estetici.
Con la nuova versione, viene introdotto (prima volta in assoluto su una motocicletta di serie), il sistema VTEC; il sistema, sviluppato da Honda, migliora l'efficienza volumetrica di un motore a combustione interna a quattro tempi, utilizzando due alberi a camme e profili a selezione elettronica e consiste in 8 valvole d'aspirazione che rimangono chiuse fino a una soglia di 7000 giri al minuto (per la versione 2002-2005) o 6600 giri (2006-2009); superato tale limite le altre valvole si aprono grazie al bloccaggio delle camme tramite un perno attuato da olio in pressione.
L'utilizzo delle valvole rimane immutato come nel sistema impiegato nell'industria automobilistica VTEC-E, con un incremento della potenza, ma che è prodotta con una curva di coppia non graduale, infatti i critici sostengono che il VTEC aggiunge poco valore alla VFR, mentre il motore cresce di complessità.
Questo sistema consente di avere una costante regolarità ai bassi regimi in configurazione 8 valvole, mentre, nella configurazione 16 valvole, il motore aspira più aria. In pratica è come avere 2 motori in uno, con un effetto "turbina" avvertibile alla soglia dei 6.600 - 7.000 giri.

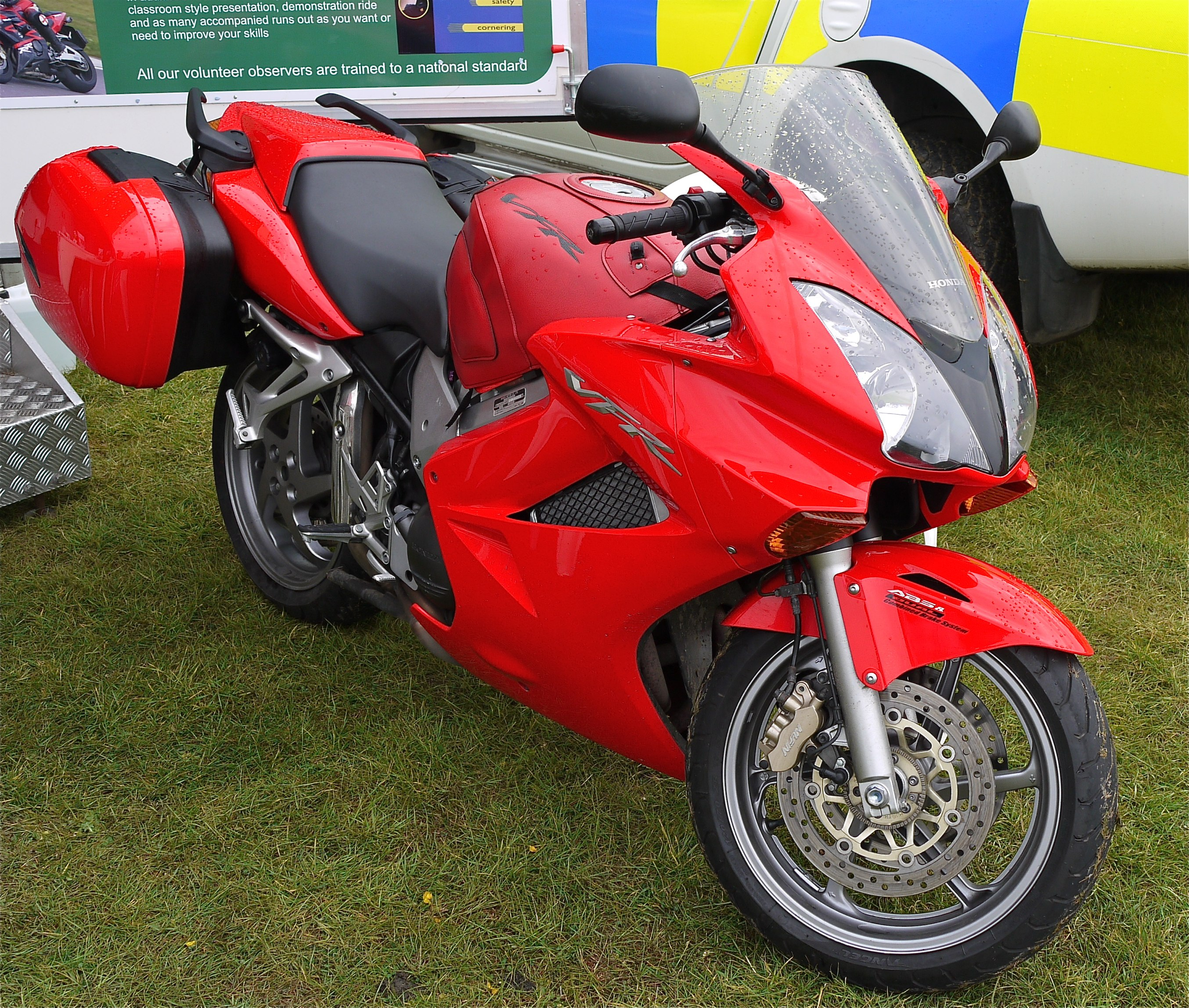

A questa soluzione tecnica, ne consegue una relativa alla distribuzione che, dopo 16 anni, perde il sistema a cascata di ingranaggi (segno distintivo del progetto VFR) per far posto ad una più tradizionale catena di distribuzione mantenuta in tensione da dispositivi automatici di ripresa del gioco.
Viene modificata l'angolatura tra le valvole, portata a 24.5° (più stretto della versione precedente), mentre vengono introdotte della candele con punta ad iridio e bobina incorporata nella pipetta.
Esteticamente, la moto si presenta più morbida nelle linee e snellita nell'insieme. Tutto il disegno riprende la corrente stilistica denominato "V-Style", che si denota dai fari anteriori, dalle ampie prese d'aria laterali e dagli scarichi posteriori posizionati sotto la coda, tutti realizzati seguendo un'impronta stilistica a V.
Anche la plancia strumenti è nuova, abbandonando quasi del tutto gli strumenti analogici per far posto a dei strumenti digitali; solo il contagiri è analogico ed è posizionato al centro del quadro.
Rispetto al modello precedente, sembra del tutto risolto il problema (noto in passato alle VFR) al regolatore di tensione, mentre stavolta, a dare filo da torcere, sembra esserci l'alternatore. Inoltre, per la prima serie 2002-2003, si è palesato anche un problema ai tendicatena della distribuzione, i quali, in molti casi, si sono dovuti sostituire già intorno ai 35.000 km; in alcuni casi, è stato necessario anche cambiare completamente la catena di distribuzione.

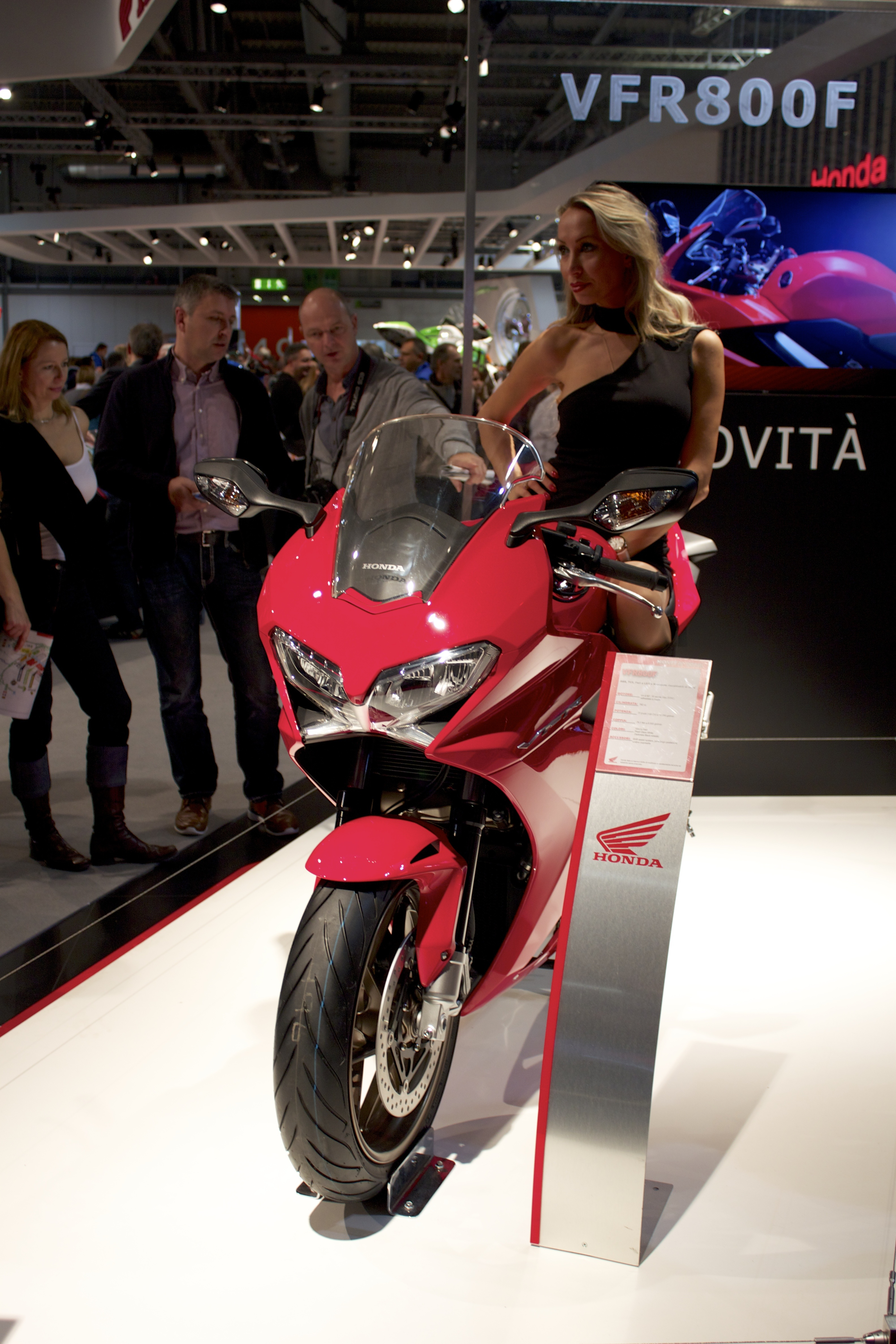
VFR 800 2013

La moto viene commercializzata a partire dal 2002 al prezzo di vendita a partire da 11.700 euro (versione senza ABS) ai 13.000 euro (versione con ABS). Si conta che, di questa serie, ne siano stati vendute oltre 7000 esemplari.

### 2013-

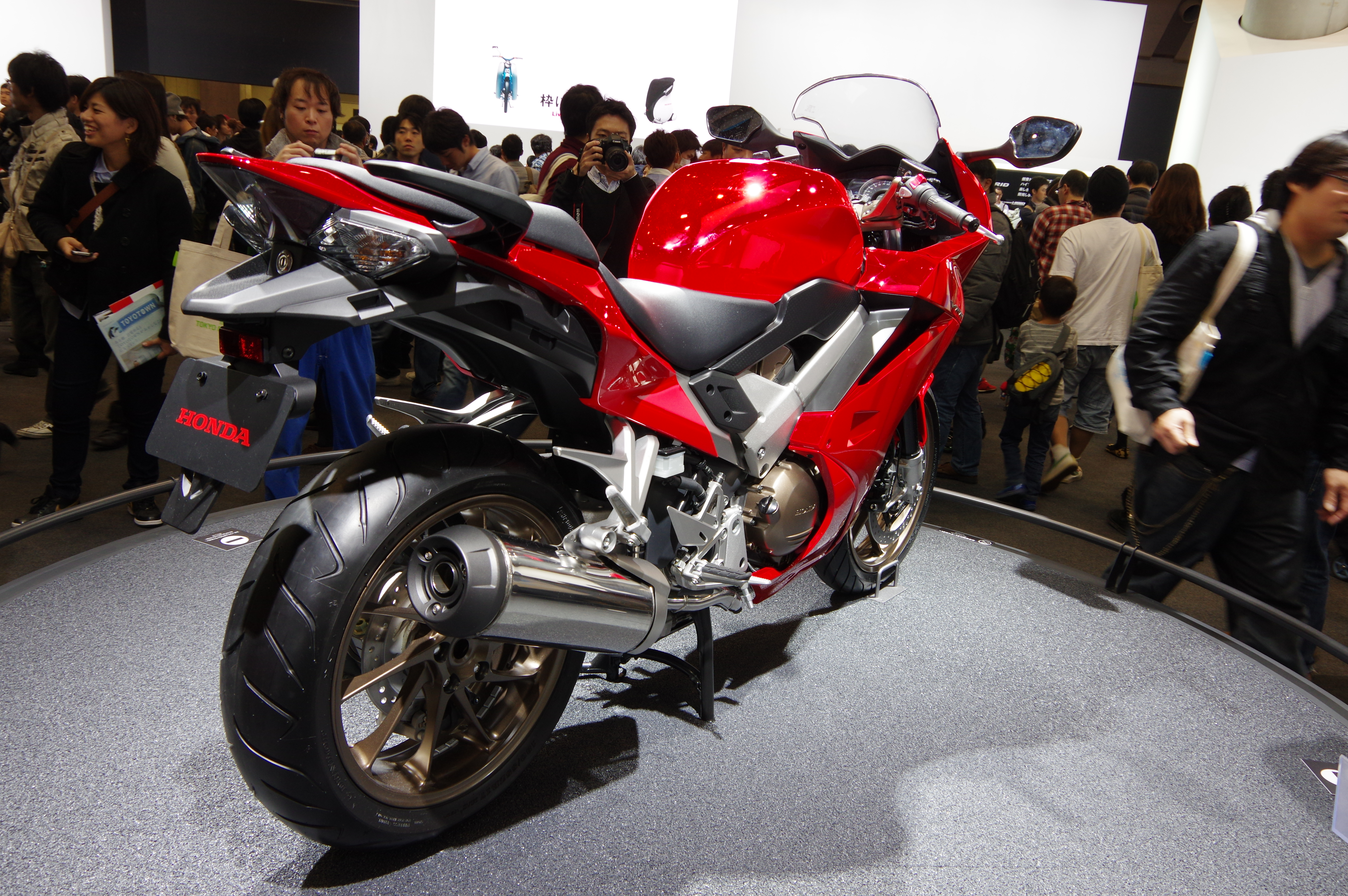
VFR 800 2013

All'EICMA di Milano 2013, la moto viene profondamente rivista sia meccanicamente che esteticamente. Il modello rivisto presenta un nuovo sistema di scarico singolo posto sul lato destro, ruote più leggere e un'ulteriore riduzione del peso di circa 10 kg. La nuova VFR presenta anche il controllo della trazione, un nuovo quadro strumenti e una carrozzeria rivista con illuminazione a LED, sebbene il motore e il telaio rimangano sostanzialmente invariati rispetto al precedente modello di precedente generazione. GI radiatori montati lateralmente sono stati spostati frontalmente.

## Dual CBS
Il Dual-CBS (Dual Combined Brakes System - Sistema Combinato di Frenata Duale), che è derivato direttamente dalla CBR-1100XX, è costituito da 3 dischi, con pinze flottanti a 3 pistoncini; il sistema, in origine prevede l'azionamento combinato e contemporaneo di tutti i dischi a qualsiasi comando, sia esso la leva al manubrio o il pedale. La leva al manubrio comanda i 2 pistoncini esterni dei due dischi anteriori e quello interno della pinza posteriore, mentre la leva freno comanda i 2 pistoncini esterni della pinza posteriore e quelli interni delle pinze anteriori.
Con l'azionamento della leva al manubrio, più questa frena l'anteriore, più frena anche il posteriore; col il pedale, invece, azionando i pistoncini anteriori centrali, rendendo la frenata più omogenea.
Anche sul modello VTEC, vi è la presenza di questo impianto frenante, ma questo viene modificato ulteriormente nel funzionamento; l'unica differenza rispetto al modello precedente si denota azionando il pedale del freno che, oltre ad azionare i pistoncini esterni posteriori, aziona il solo pistoncino interno anteriore sinistro (nel precedente modello venivano azionati entrambi i centrali anteriori), dando alla frenata più modulabilità e stabilità e facendolo assomigliare molto di più ad un impianto frenante tradizionale. A questo sistema è possibile abbinare l'ABS, che si integra con il Dual CBS, formando un sistema complesso ma allo stesso tempo efficiente.